# Розье, Кевин
Кевин Джин Розье (англ. Kevin Gene Rosier; 6 января 1962, Буффало — 14 апреля 2015, Мерфрисборо) — американский кикбоксер, боксёр, боец смешанного стиля тяжёлой весовой категории. Наибольшего успеха добился в кикбоксинге, где владел несколькими чемпионскими титулами, тогда как в классическом боксе большинство поединков проиграл, став всего лишь джорнименом. Принимал участие в самом первом турнире UFC в 1993 году, сумел дойти здесь до полуфинала гран-при тяжёлого веса.

## Биография
Родился 6 января 1962 года в городе Буффало, штат Нью-Йорк.
Бо́льшую часть бойцовской карьеры провёл именно в кикбоксинге, выступал на различных турнирах начиная с середины восьмидесятых годов — имел в послужном списке 66 побед (все досрочные) и только 8 поражений. Владел несколькими чемпионскими титулами, в частности был чемпионом мира в супертяжёлом весе по версии Всемирной ассоциации кикбоксинга и чемпионом Северной Америки в супертяжёлом весе по версии Международной ассоциации спортивного карате. Продолжал выступать в кикбоксинге вплоть до 1999 года, в последнем поединке, когда на кону стоял титул чемпиона мира по версии Международной федерации кикбоксинга, проиграл нокаутом Майку Лабри.
Помимо кикбоксинга, в течение 12 лет в период 1989—2001 годов Розье также регулярно выходил на ринг в качестве профессионального боксёра. Из 24 поединков он сумел победить только в семи, однако ему приходилось боксировать со многими известными бойцами, в том числе в разное время его оппонентами были такие чемпионы как Николай Валуев, Роман Бугай, Джо Меси, Тай Филдс, Винни Маддалоне, Таурус Сайкс, Паэа Вольфграмм.
Розье доводилось участвовать и в первых полуподпольных «боях без правил». Он принял участие в самом первом турнире смешанных единоборств Ultimate Fighting Championship — в четвертьфинальном поединке гран-при тяжёлого веса техническим нокаутом победил каратиста Зейна Фрейзера (было выброшено полотенце), тогда как в полуфинале техническим нокаутом проиграл мастеру бокса-сават из Голландии Жерару Гордо. Год спустя выступил на UFC 4, где уже на четырнадцатой секунде первого раунда болевым приёмом «рычаг локтя» потерпел поражение от борца Джо Чарльза. Впоследствии ещё несколько раз дрался в клетке в рамках менее престижных промоушенов, так, провёл два поединка против известного бойца и реслера Дэна Северна — оба поединка, тем не менее, проиграл. Всего в смешанных единоборствах имеет две победы и шесть поражений.
После завершения спортивной карьеры испытывал серьёзные проблемы со здоровьем, часто попадал в больницу, перенёс открытую операцию на сердце.
Умер 14 апреля 2015 года от сердечного приступа в городе Мерфрисборо, штат Теннесси.